# Coşkun Özarı
Coskun Özari (Istanbul, 4 gennaio 1931 – 22 giugno 2011) è stato un calciatore e allenatore di calcio turco.